# ديانا جوميز
ديانا جوميز ورايش بالإسبانية (Diana Gómez y Raich) ممثلة إسبانية ولدت في 7 مارس 1989 في إجوالادا، برشلونة، كتالونيا، إسبانيا. اشتهرت بلعبها دور تاتيانا (Tatiana) في المسلسل المشهور بيت من ورق ( La casa de papel ) وأيضا اشتهرت في مسلسل فاليريا (Valeria) لتصبح واحدة من ابرز الممثلين في السينما الاسبانية.